# 孫同康
孫同康（?—?），江蘇省蘇州府昭文縣人，清朝政治人物、同進士出身。
光緒二十年（1894年），参加光緒甲午科殿試，登進士三甲31名。同年五月，改翰林院庶吉士。光緒二十四年四月，散館，著以部属用。